# Scarlino
Scarlino település Olaszországban, Toszkána régióban, Grosseto megyében. Lakosainak száma 3746 fő (2023. január 1.). Scarlino Castiglione della Pescaia, Follonica, Gavorrano és Massa Marittima községekkel határos.

## Népesség
A település lakossága az elmúlt években az alábbi módon változott:
| Lakosok száma | 3842 | 3884 | 3746 |
|               | 2017 | 2018 | 2023 |